# Nacoleia maculalis
Nacoleia maculalis is een vlinder uit de familie van de grasmotten (Crambidae). De wetenschappelijke naam van deze soort is voor het eerst gepubliceerd in 1901 door Richard South.
Deze soort komt voor in China (Sichuan).